# Ruta Provincial 9 (Santa Cruz)
La Ruta Provincial 9 es una carretera de Argentina en la provincia de Santa Cruz. Su recorrido total es de 191 kilómetros completamente de tierra. Teniendo como extremos la Ruta Nacional 3 al este y la Ruta Nacional 40 al oeste.
Corre mayormente a la vera derecha del Río Santa Cruz.